# Incredibad
Incredibad er The Lonely Islands debutalbum.

## Spor
| 1.  | "Who Said We're Wack?"                                        | Andy Samberg, Akiva Schaffer, Jorma Taccone                                    | 1:16 |
| 2.  | "Santana DVX" (featuring E-40)                                | Samberg, Schaffer, Taccone, Earl Stevens, Udo Lindenberg, Jean-Jacques Kravetz | 2:35 |
| 3.  | "Jizz in My Pants"                                            | Samberg, Schaffer, Taccone, Michael Forno                                      | 2:31 |
| 4.  | "I'm on a Boat" (featuring T-Pain)                            | Samberg, Schaffer, Taccone, Adam Cherrington, Faheem Rasheed Najm              | 2:36 |
| 5.  | "Sax Man" (featuring Jack Black)                              | Samberg, Schaffer, Taccone, Matthew Compton                                    | 2:07 |
| 6.  | "Lazy Sunday" (featuring Chris Parnell)                       | Samberg, Schaffer, Taccone, Chris Parnell                                      | 2:20 |
| 7.  | "Normal Guy" (Interlude)                                      | Samberg, Schaffer, Taccone                                                     | 1:04 |
| 8.  | "Boombox" (featuring Julian Casablancas)                      | Samberg, Schaffer, Taccone, Drew Campbell, Asa Taccone                         | 3:13 |
| 9.  | "Shrooms" (Interlude)                                         | Samberg, Schaffer, Taccone, Campbell                                           | 0:34 |
| 10. | "Like a Boss"                                                 | Samberg, Schaffer, Taccone, Aleric Banks                                       | 1:46 |
| 11. | "We Like Sportz"                                              | Samberg, Schaffer, Taccone                                                     | 2:03 |
| 12. | "Dreamgirl" (featuring Norah Jones)                           | Samberg, Schaffer, Taccone, Mansur Zafr                                        | 3:13 |
| 13. | "Ras Trent"                                                   | Samberg, Schaffer, Taccone, D. Carey, Sly Dunbar, Robbie Shakespeare           | 2:05 |
| 14. | "Dick in a Box" (featuring Justin Timberlake)                 | Samberg, Schaffer, Taccone, Justin Timberlake, Katreese Barnes                 | 2:41 |
| 15. | "The Old Saloon" (Interlude)                                  | Samberg, Schaffer, Taccone, Mark Potsic                                        | 1:05 |
| 16. | "Punch You in the Jeans"                                      | Samberg, Schaffer, Taccone, Potsic, Mohandas Dewese                            | 2:46 |
| 17. | "Space Olympics"                                              | Samberg, Schaffer, Taccone, Campbell                                           | 2:55 |
| 18. | "Natalie's Rap" (featuring Natalie Portman and Chris Parnell) | Samberg, Schaffer, Taccone                                                     | 2:26 |
| 19. | "Incredibad"                                                  | Samberg, Schaffer, Taccone, Roy Hammond, Jerry Fuller                          | 2:54 |

| 1. | "Jizz in My Pants"                            | Samberg, Schaffer, Taccone, Forno                      | 2:32 |
| 2. | "Just 2 Guyz" (*)                             | Samberg, Schaffer, Taccone                             | 2:07 |
| 3. | "Lazy Sunday" (featuring Chris Parnell)       | Samberg, Schaffer, Taccone, Parnell                    | 2:22 |
| 4. | "Ras Trent"                                   | Samberg, Schaffer, Taccone, Carey, Dunbar, Shakespeare | 2:08 |
| 5. | "Dick in a Box" (featuring Justin Timberlake) | Samberg, Schaffer, Taccone, Timberlake, Barnes         | 2:41 |
| 6. | "We Like Sportz"                              | Samberg, Schaffer, Taccone                             | 2:06 |
| 7. | "Space Olympics"                              | Samberg, Schaffer, Taccone, Campbell                   | 3:01 |
| 8. | "Bing Bong Brothers" (*)                      | Samberg, Schaffer, Taccone                             | 1:12 |

Numrene 5 og 6 på dvd'en er byttet om på bagsiden af cd-kassen i forhold til rækkefølgen på dvd'en og i cd-bookletten.
*= Sange der ikke er på cd'en.